# Dwayne Jones
Dwayne Clinton Jones (Morgantown, 9 giugno 1983) è un ex cestista e allenatore di pallacanestro statunitense.

## Statistiche

### College
| Anno      | Squadra            | PG | PT | MP   | TC%  | 3P% | TL%  | RP   | AP  | PRP | SP  | PP   |
| --------- | ------------------ | -- | -- | ---- | ---- | --- | ---- | ---- | --- | --- | --- | ---- |
| 2002-2003 | St. Joseph's Hawks | 30 | 1  | 21,0 | 52,6 | -   | 35,1 | 6,3  | 0,3 | 0,4 | 2,0 | 4,2  |
| 2003-2004 | St. Joseph's Hawks | 32 | 32 | 27,1 | 54,5 | -   | 45,2 | 7,0  | 0,9 | 0,5 | 2,0 | 6,4  |
| 2004-2005 | St. Joseph's Hawks | 36 | 36 | 34,8 | 50,7 | -   | 53,6 | 11,6 | 0,9 | 0,4 | 3,0 | 10,1 |
| Carriera  | Carriera           | 98 | 69 | 28,1 | 52,2 | -   | 48,4 | 8,5  | 0,7 | 0,4 | 2,4 | 7,1  |

### NBA

#### Regular Season
| Anno      | Squadra             | PG | PT | MP  | TC%  | 3P% | TL%  | RP  | AP  | PRP | SP  | PP  |
| --------- | ------------------- | -- | -- | --- | ---- | --- | ---- | --- | --- | --- | --- | --- |
| 2005-2006 | Boston Celtics      | 14 | 0  | 6,2 | 40,0 | -   | 46,2 | 2,2 | 0,1 | 0,1 | 0,2 | 1,0 |
| 2006-2007 | Cleveland Cavaliers | 4  | 0  | 4,5 | 0,0  | -   | 50,0 | 1,5 | 0,0 | 0,0 | 0,0 | 0,8 |
| 2007-2008 | Cleveland Cavaliers | 56 | 0  | 8,4 | 53,2 | 0,0 | 48,3 | 2,5 | 0,2 | 0,2 | 0,4 | 1,4 |
| 2008-2009 | Charlotte Bobcats   | 6  | 0  | 8,7 | 57,1 | -   | 66,7 | 2,0 | 0,0 | 0,0 | 0,2 | 2,0 |
| 2009-2010 | Phoenix Suns        | 2  | 0  | 3,5 | -    | -   | -    | 1,0 | 0,0 | 0,0 | 0,0 | 0,0 |
| Carriera  | Carriera            | 82 | 0  | 7,8 | 50,8 | 0,0 | 49,4 | 2,3 | 0,1 | 0,1 | 0,4 | 1,3 |

#### Playoffs
| Anno     | Squadra             | PG | PT | MP  | TC%  | 3P% | TL%  | RP  | AP  | PRP | SP  | PP  |
| -------- | ------------------- | -- | -- | --- | ---- | --- | ---- | --- | --- | --- | --- | --- |
| 2008     | Cleveland Cavaliers | 5  | 0  | 4,0 | 50,0 | -   | 50,0 | 1,2 | 0,0 | 0,0 | 0,2 | 0,6 |
| 2010     | Phoenix Suns        | 2  | 0  | 5,0 | 50,0 | -   | 75,0 | 2,5 | 0,0 | 0,0 | 0,0 | 2,5 |
| 2013     | G.S. Warriors       | 2  | 0  | 1,0 | -    | -   | -    | 0,0 | 0,0 | 0,0 | 0,0 | 0,0 |
| Carriera | Carriera            | 9  | 0  | 3,6 | 50,0 | -   | 66,7 | 1,2 | 0,0 | 0,0 | 0,1 | 0,9 |

## Palmarès
- All-NBDL First Team (2010)
- 4 volte miglior rimbalzista NBDL (2006, 2009, 2010, 2013)